# قدرة (طعام)

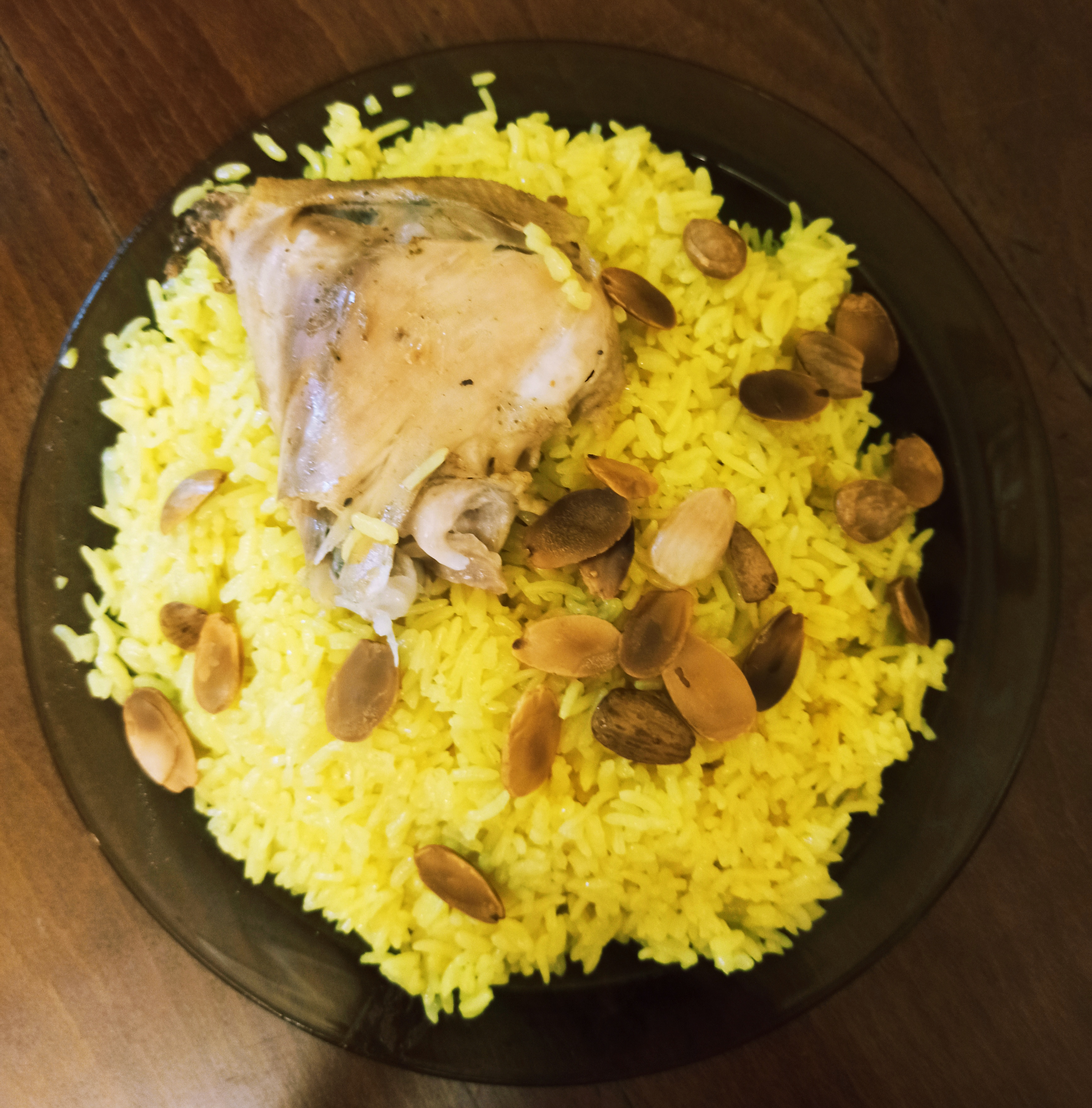
طبق من قدرة الدجاج المزيّن باللوز المحمص

القِدرة هي من الأكلات الشعبية الفلسطينية وخصوصاً في مدينة الخليل و مدينة غزة، وَتُعتبر من الوجبات المُفضلة خصوصاً في شهر رمضان وفي المُناسبات. تُعتبر القِدرة من التراث الفلسطيني وهي من الأكلات الموروثة عن الآباء والأجداد من قديم الزمان.

## الإعداد

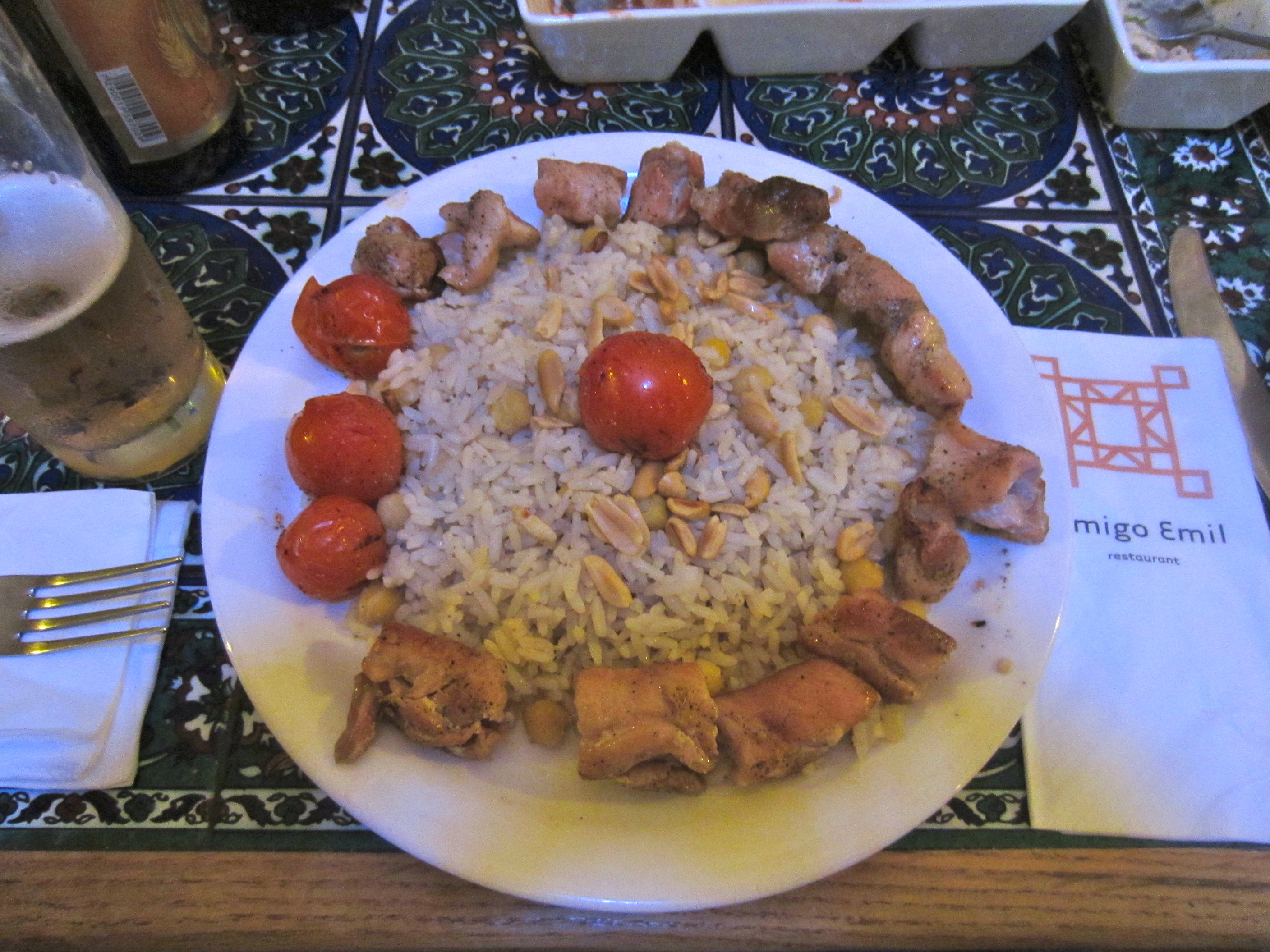
طبق القدرة في أحد المطاعم في القدس - فلسطين

القِدرة أصلاً هي وعاء مصنوع من النُحاس المُغطى بالقصدير، يتم طهي القِدرة على حطب من «الآرامي» (قطع من الأشجار الخشبية دائرية الشكل).
يُوضع في القدرة إما لحوم حمراء أو لحوم بيضاء (خصوصاً الدجاج). يتم تحضير مكونات القِدرة من خلال وضع اللحوم الحمراء في الوعاء ومِقدار هذا اللحم يكون على حَسب عدد الأشخاص (مثلا، من 2 ألى 3 كيلوجرام)، ثُم يُضاف إليها الماء وخمس ملاعق من الملح. وبعد ذلك توضع في الفُرن العربي لمدة ساعتين (أما اللحوم البيضاء توضع لمدة ساعة ونصف). بعد انتهاء هذه المدة يكون اللحم قد نضجت.
بعد ذلك يتم إخراج اللحم الطَري مِنها، ويتم وضعه في وعاء آخر، ثم يتم وضع الأرز فوق اللحم وداخل القدر مع وضع ملعقة من الكركم، ثم يتم تحريك الأرز بالكركم تحريكاً تاماً، وبعد ذلك توضع في الفرن العربي لمدة نصف ساعة حتى يصبح الأرز جافاً، وبعد ذلك يتم إخراج القِدرة من الفُرن ويتم وضع اللحم فوق الأرز، ثُم يتم وضعها مرة ثانية في الفرن حتى يكتسب اللحم لوناً مائلاً للحمرة. بعد ذلك يتم إخراج القدرة من الفُرن ويوضع فوقها السمن البلدي وبالتالي تكون جاهزة للأكل.

## النشأة
هُناك عدد من الآراء حول نشأت القِدرة، وحسب المُربية التربوية مكرم القصراوي فإنَّ نشأة القِدرة كانت صدفةً، حيثُ ذكرت أن بداية اكتشاف القدرة كانت عندما حضر بعض الضيوف فجأةً إلى بيت عمها، وهو صاحب فُرن بالبلدة القديمة في الخليل في العشرينيات من القرن الماضي، ولم يكن على موعد معهم، ولذلك أراد أن يكرمهم ويقدم لهم طعام الغداء، فطلب من ابنه إحضار اللحوم ووضعها في قدر من النحاس، وأدخله في فرن الحطب المشتعل، وبعد طهي اللحم وضع عليه الأرز، وعندما نضج الأرز سكب عليه شيئاً من السمن البلدي، وقدم الطعام لضيوفه، وبعدما تناول الضيوف هذا الطعام سألوه عن اسمها؟ فقال لهم: هذه (قِدرة)! وكانت هذه هي المرة الأولى التي يطبخ فيها اللحم بهذه الطريقة.

## روابط خارجية
- القدرة الخليلية.. طبق تقليدي للمناسبات الخاصة، العربية.نت بتاريخ 13 أغسطس 2017.
- مدينتي: القدرة الخليلية واحدة من أشهى وأقدم الوجبات المرتبطة بتراث الخليل، الميادين بتاريخ 2017 سبتمبر 17.
- القدرة الخليلية.. تراث شعبي ما زال يأخذ حيزه على الموائد الفلسطينية، وكالة معا الإخبارية، بتاريخ 19 أكتوبر 2016.